# 廣川海灘站
廣川海灘站（日语：／ Hirokawa-beach eki */?）是位於和歌山縣有田郡廣川町大字山本，西日本旅客鐵道（JR西日本）的紀勢本線（紀國線）車站。雖然車站名稱設有「海灘」，但車站與最近的西廣海灘相距達1公里。
此站為廣川町唯一的鐵路車站，但是廣川町的中心接近湯淺站。另外，車站所在地廣川町的讀法為「 Hirogawa」與車站名稱中的廣川讀法不同。在車站啟用時車站名稱中的廣川與廣川町的讀法相同。

## 歷史
截至2020年1月，此站為紀勢本線最新的車站。為廣川町第一個鐵路車站。在單線鐵路時代，此地方設有信號站，名為南廣信號站。
- 1993年（平成5年）3月14日 - 西日本旅客鐵道（JR西日本）紀勢本線紀伊由良站至紀伊湯淺站（現時為湯淺站）之間開設新站[2]。
- 2020年（令和2年）3月14日 - 車站可以使用「ICOCA」等交通系IC卡[3]。

## 車站構造
車站為地面車站，設有2面2線的相對式月台。設有轉轍器和絶對信號機，被定義為停留所。兩月台之間可使用跨線橋互相前往。但是跨線橋不是連接鐵路設施，而成連接車站外的町道。在跨線橋附近設有自動售票機。
此站沒有車站大樓，但設有一座觀光物產中心「連繫館」，位於月台旁邊。車站為御坊站管理的無人車站。

### 月台
| 月台 | 路線   | 方向               |
| ---- | ------ | ------------------ |
| 1    | 紀國線 | 和歌山、天王寺方向 |
| 2    | 紀國線 | 御坊、新宮方向     |

- 以上的路線名是使用旅客資訊上的名稱（愛稱）。

## 使用狀況
以下列出近年1日平均乘車人次。值得一提的是，在大部分紀勢本線的車站使用人次下降之際，此站的使用人次卻為上升。
| 年度   | 一日平均 乘車人次 |
| ------ | ----------------- |
| 1998年 | 136               |
| 1999年 | 146               |
| 2000年 | 160               |
| 2001年 | 166               |
| 2002年 | 161               |
| 2003年 | 156               |
| 2004年 | 156               |
| 2005年 | 140               |
| 2006年 | 140               |
| 2007年 | 134               |
| 2008年 | 149               |
| 2009年 | 161               |
| 2010年 | 169               |
| 2011年 | 181               |
| 2012年 | 179               |
| 2013年 | 207               |
| 2014年 | 207               |
| 2015年 | 223               |
| 2016年 | 214               |
| 2017年 | 219               |

## 車站周邊
車站距離廣川町中心約2公里，距離海岸1公里。
- Babe鼻（位於海邊）
- 廣川町立南廣小學（日语：広川町立南広小学校）
- 廣川西廣簡易郵局
- 湯淺警署上中野駐在所
- 西廣海岸
- 樫長海岸
- 熊野古道
- 濱口梧陵（日语：濱口梧陵）之墓

## 相鄰車站
西日本旅客鐵道
 紀國線（紀勢本線）
■快速
通過
■普通（包括在阪和線內的快速及紀州路快速列車）
紀伊由良－廣川海灘－湯淺

## 注腳
1. 使用「Beach」英文為羅馬拼音，實際上的車站名牌為以使用「Beach」。
2. 1 2  曾根悟（監修）. 朝日新聞出版分冊百科編集部（編集） , 编. . 朝日百科週刊. 25號 紀勢本線、參宮線、名松線. 朝日新聞出版. 2010-01-10: 21.
3. ↑  ２０２０年春ダイヤ改正について （页面存档备份，存于） JR西日本和歌山分社 2019年12月13日發布，2020年3月7日參閱
4. ↑  『和歌山縣統計年鑑』及『和歌山縣公共交通機關等資料集』

## 外部連結
- 廣川海灘｜車站資訊：JR出門網 - 西日本旅客鐵道